# Медаль «Адмирал Флота Советского Союза С. Г. Горшков»
Меда́ль «Адмира́л Горшко́в» — ведомственная медаль Министерства обороны Российской Федерации, учреждённая приказом Министра обороны Российской Федерации № 25 от 27 января 2003 года.
Упразднена приказом Министра обороны Российской Федерации от 23 сентября 2009 № 1023, повторно учреждена приказом от 21 января 2013 года под названием: медаль «Адмирал Флота Советского Союза С. Г. Горшков».

## Правила награждения
Согласно Положению медалью «Адмирал Горшков» награждается личный состав ВМФ за:
- большой личный вклад в разработку, производство, испытание и ввод в строй кораблей, подводных лодок, летательных аппаратов и другой военной техники, предназначенной для ВМФ, в установленные сроки и с высоким качеством;
- безаварийное проведение швартовых и ходовых испытаний кораблей, подводных лодок, освоение новых летательных аппаратов;
- внесение новых конструктивных решений, позволивших существенным образом улучшить боевые возможности оружия и военной техники;
- успешное освоение оружия и военной техники и их безаварийную эксплуатацию.
- участие в параде на красной площади в честь 60 годовщины победы в Великой Отечественной войне (знаменосцы, направляющие, первая шеренга)

Медалью может награждаться личный состав других видов Вооружённых Сил, а также иные лица, непосредственно участвующие в проектировании, строительстве и ремонте кораблей и судов, подводных лодок, летательных аппаратов и другой военной техники, предназначенной для ВМФ, за большой личный вклад, позволивший существенным образом улучшить боевые возможности оружия и военной техники.

## Описание медали
Медаль изготавливается из металла серебристого цвета, имеет форму круга диаметром 32 мм с выпуклым бортиком с обеих сторон. На лицевой стороне медали: в центре — рельефное изображение портрета Адмирала Флота Советского Союза С. Г. Горшкова с левой стороны; справа в верхней части — рельефная надпись в две строки: «АДМИРАЛ ГОРШКОВ»; справа в нижней части — рельефное изображение авианесущего крейсера и атомной подводной лодки под ним. На оборотной стороне медали: в центре — рельефное изображение эмблемы Военно-Морского Флота; рельефная надпись: по кругу в верхней части — «МИНИСТЕРСТВО ОБОРОНЫ», в нижней части — «РОССИЙСКОЙ ФЕДЕРАЦИИ».
Медаль при помощи ушка и кольца соединяется с пятиугольной колодкой, обтянутой шёлковой муаровой лентой шириной 24 мм. С правого края ленты оранжевая полоса шириной 10 мм окаймлена чёрной полосой шириной 2 мм, левее — равновеликие синяя и белая полосы.
Элементы медали символизируют:
- изображение портрета Адмирала Флота Советского Союза С. Г. Горшкова — выдающиеся личные заслуги С. Г. Горшкова в деле достижения высокого уровня технической оснащенности Военно-Морского Флота;
- изображение авианесущего крейсера и атомной подводной лодки — основные направления совершенствования техники и вооружения Военно-Морского Флота;
- оранжевая полоса ленты медали, окаймлённая чёрной полосой, — статус медали как ведомственной награды Министерства обороны Российской Федерации;
- синий и белый цвета полос ленты (цвета Андреевского флага) — предназначение медали для награждения личного состава Военно-Морского Флота.

## Дополнительные поощрения награждённым
- Согласно Федеральному закону РФ «О ветеранах» и принятым в его развитие подзаконным актам, лицам, награждённым до 20 июня 2008 года медалью «Адмирал Флота Советского Союза С. Г. Горшков», при наличии соответствующего трудового стажа или выслуги лет представляется право присвоения звания «ветеран труда»[2].